# Resistojet

Esquema de Resistojet.

Un Resistojet és un tipus de propulsió espacial utilitzat en el domini espacial pels satèl·lits artificials per a les petites correccions de trajectòria o d'orientació, desenvolupat el 1966 per Yvonne Brill,.pel qual posseeix la patent dels EUA núm 3.807.657.

## Funcionament
El principi de funcionament és com segueix: 
un gas emmagatzemat en forma comprimida o produït per la combustió d'un combustible líquid passa a través d'una resistència elèctrica que així s'escalfa i l'ho accelera abans de la seva descàrrega a través d'una tovera. L'electricitat està proporcionada per panells de cèl·lules solars del satèl·lit. El empenyiment obtingut és petit (0,005 a 0,5 newtons) però l'impuls específic és de 300 segons aproximats, és a dir, molt millor que la dels propulsors químics petits o la dels propulsors de gasos freds d'ús freqüent en els satèl·lits. Els gasos utilitzats poden ser de nitrogen, els gasos produïts per la combustió d'hidrazina.
Senzill per desenvolupar, el resistojet, va ser el primer tipus de propolsor elèctric espacial utilitzat: els résistojet van equipar un satèl·lit de l'aire de l'exèrcit dels Estats Units el 1965 i la seva utilització es va estendre el 1980 als satèl·lits comercials en òrbita geoestacionària per als controls de posició i orientació. És menys eficaç que l'ArcJet que també és un propulsor electrotèrmic però amb el disseny més complex.